# Vialoviinae
Vialoviinae es una subfamilia de foraminíferos bentónicos de la familia Trochamminidae, de la superfamilia Trochamminoidea, del suborden Trochamminina, y del orden Trochamminida. Su rango cronoestratigráfico abarca desde el Turoniense (Cretácico superior) hasta la Actualidad.

## Discusión
Clasificaciones previas incluían Vialoviinae en el suborden Textulariina del orden Textulariida. Otras clasificaciones lo han incluido en el Orden Lituolida.

## Clasificación
Vialoviinae incluye a los siguientes géneros:
- Arenonionella †
- Vialovia †

Otros géneros asignados a Vialoviinae y clasificados actualmente en otras familias son:
- Bykoviella †, ahora en la familia Adercotrymidae
- Polskiammina †, ahora en la familia Adercotrymidae

Otro género considerado en Vialoviinae es:
- Mendesia †, aceptado como Vialovia